# ブルガリアの国章
ブルガリアの国章（ブルガリアのこくしょう）は1997年に採用されている。この国章は、共産主義政権による統治が終わった1990年代初頭から使われ始めていた。当時、国章に何を取り入れるかということについて、ブルガリア政府内では大きな論争があった。
紋章には、ライオンが描かれた盾をサポーターとして支えている二匹のライオンが描かれている。盾の上にあるのは、ブルガリアの皇帝イヴァン・アセン2世の冠である。盾の下には国の標語『団結は強さを生み出す』がブルガリア語で書かれている。ライオンの足元にあるコンパートメントは、緑の葉と黄色い実をつけた、二本の交差したオークの枝である。
三匹のライオンはそれぞれ、歴史的にも重要な地域である、トラキア、モエシア、マケドニアを象徴している。ライオンは、ソビエト連邦の国章の影響が強かった共産主義時代にも、ブルガリアの国章の中に取り入れられていた。

## 過去の国章
ブルガリア公国及びブルガリア王国時代の国章

ブルガリア公国の国章。
ブルガリア公国の国章。1927年までブルガリア王国の国章でもあった。
1927年に制定されたブルガリア王国の国章。

ブルガリア人民共和国時代の国章

1946年に制定された国章。王国時代の国章から冠が除去されている。
1948年に暫定的に制定された国章。
1948年から1968年までの国章。
1968年から1971年までの国章。
1971年から1990年の共産主義体制終焉までの国章。